# ساترن آئورا
ساترن آورا (Saturn Aura) خودرویی است که در سال‌های ۲۰۰۶ تا ۲۰۰۹در ایالات متحده آمریکا تولید شده‌است.
این خودرو در کلاس خودرو سایز متوسط قرار گرفته و طراحی آن خودروهای موتور جلو-محور جلو بوده‌است. سیستم جعبه‌دندهٔ آن ۶ دنده به صورت خودکار است.